# Paulo Gazzaniga
Paulo Dino Gazzaniga (født 2. januar 1992 i Murphy) er en argentinsk fodboldspiller, der spiller som målmand hos La Liga-klubben Girona.
Paulo Gazzaniga blev af klubbens fans kåret til Man Of The Match i sin debut for Tottenham.